# Neopanorpa formosensis
Neopanorpa formosensis är en näbbsländeart som beskrevs av Navás 1930. Neopanorpa formosensis ingår i släktet Neopanorpa och familjen skorpionsländor. Inga underarter finns listade i Catalogue of Life.